# Nausithoe aurea
Nausithoe aurea is een schijfkwal uit de familie Nausithoidae. De kwal komt uit het geslacht Nausithoe. Nausithoe aurea werd in 1997 voor het eerst wetenschappelijk beschreven door Da Silveira & Morandini. 